# لیکورگاس (آیووا)
لیکورگاس (به انگلیسی: Lycurgus) یک منطقهٔ مسکونی در ایالات متحده آمریکا است که در شهرستان آلاماکی، آیووا واقع شده‌است. لیکورگاس ۳۸۷٫۱ متر بالاتر از سطح دریا واقع شده‌است.